# Communauté de communes Bourganeuf Royère de Vassivière
Die Communauté de communes Bourganeuf Royère de Vassivière ist ein ehemaliger französischer Gemeindeverband mit der Rechtsform einer Communauté de communes im Département Creuse in der Region Nouvelle-Aquitaine. Sie wurde am 31. Dezember 1999 gegründet und umfasste 20 Gemeinden. Der Verwaltungssitz befand sich im Ort Soubrebost.

## Historische Entwicklung
Mit Wirkung vom 1. Januar 2017 fusionierte der Gemeindeverband mit der Communauté de communes du Pays Creuse-Thaurion-Gartempe, auch bekannt als Communauté intercommunale d’aménagement du Territoire Creuse-Thaurion-Gartempe (CIATE) und bildete so die Nachfolgeorganisation Communauté de communes CIATE, Bourganeuf/Royère-de-Vassivière.

## Ehemalige Mitgliedsgemeinden
1. Auriat
2. Bosmoreau-les-Mines
3. Bourganeuf
4. Faux-Mazuras
5. Le Monteil-au-Vicomte
6. Mansat-la-Courrière
7. Masbaraud-Mérignat
8. Montboucher
9. Royère-de-Vassivière
10. Saint-Amand-Jartoudeix
11. Saint-Dizier-Leyrenne
12. Saint-Junien-la-Bregère
13. Saint-Martin-Château
14. Saint-Martin-Sainte-Catherine
15. Saint-Moreil
16. Saint-Pardoux-Morterolles
17. Saint-Pierre-Bellevue
18. Saint-Pierre-Chérignat
19. Saint-Priest-Palus
20. Soubrebost